# Большой Зеленчук
Большо́й Зеленчу́к — река на Северном Кавказе, левый приток Кубани.
Длина реки — 158 км, от истока реки Псыш более 180 км, площадь водосборного бассейна — 2730 км². Протекает по Карачаево-Черкесии, Ставропольскому и Краснодарскому краям. Берёт начало истоками — Псыш (с горы Пшиш (3790 м) и горы Псыш (3489 м)), Кизгыч и Архыз с северных склонов Главного Кавказского хребта. В верховьях расположен посёлок Архыз, являющийся местом отдыха и паломничества туристов самой разной подготовки и направлений. По левому берегу располагается одна из частей Тебердинского заповедника. В посёлке Нижний Архыз располагается памятник архитектуры Архызское городище, недалеко от поселка — обсерватория РАН. У станицы Зеленчукской река выходит на густозаселённую равнину. Впадает в Кубань в городе Невинномысске. Часть стока реки забирается в деривацию Зеленчукской ГЭС и перебрасывается в Кубань.
Между долинами рек Большой и Малый Зеленчук возвышается гора Джисса (Шисса).

## Притоки
- левые: Кяфар, Большой Щеблонок и др.;
- правый: Хуса-Кардоникская и др.